# Opéra-comique (Werkgattung)

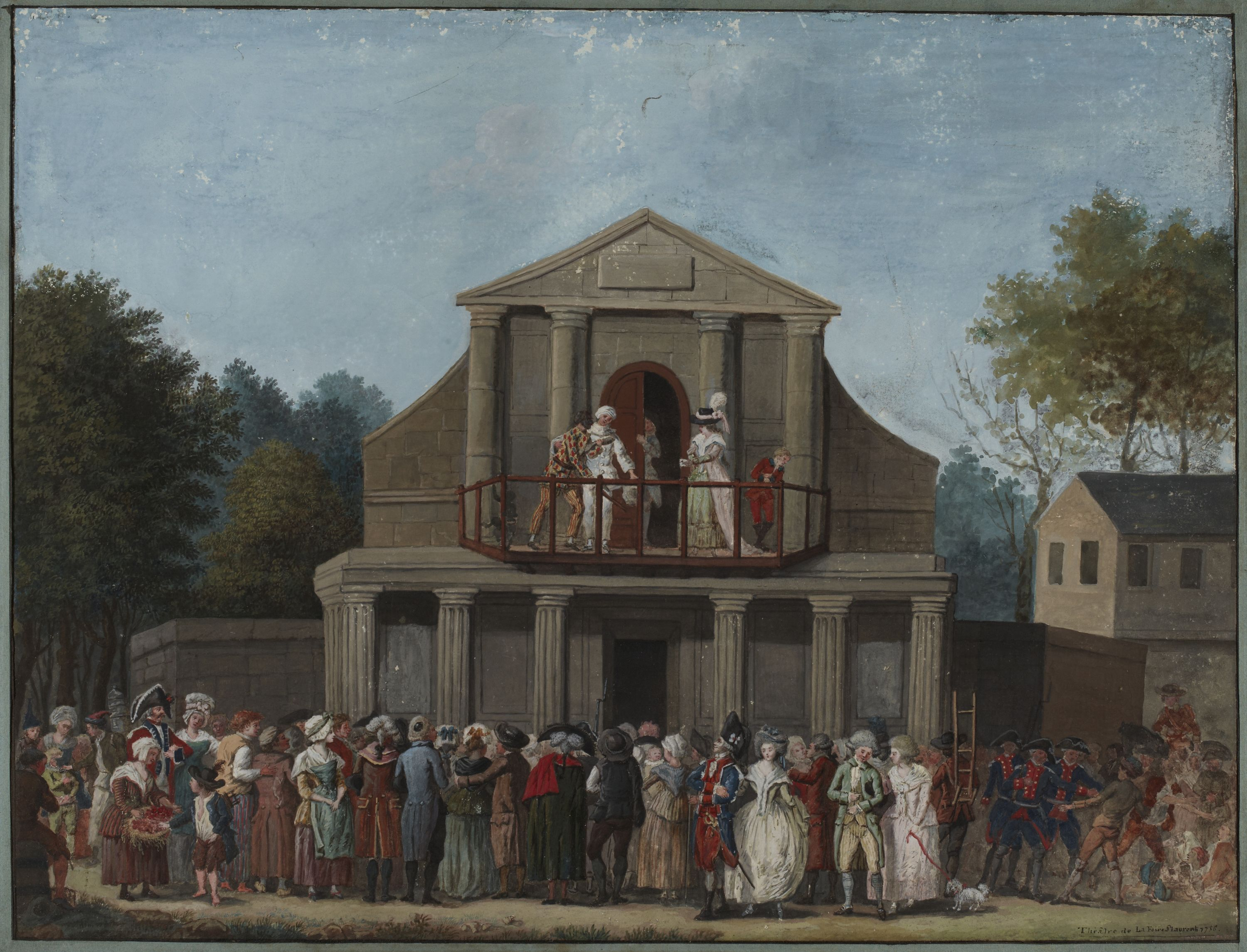
Die Opéra-comique hat ihre Ursprünge auf den Pariser Jahrmärkten des 17. Jahrhunderts, hier die Foire Saint-Laurent.

Die Opéra-comique ist eine Gattung der Oper, die im Paris des 17. Jahrhunderts aus der Vorstadtkomödie mit Musikeinlagen (Vaudeville) entstand und bis ins 19. Jahrhundert existierte. Sie ist dadurch gekennzeichnet, dass die musikalischen Nummern nicht durch gesungene Rezitative, sondern durch gesprochene Dialoge verbunden sind. Pendants dazu sind im deutschen Sprachgebiet das Singspiel bzw. die Spieloper, im englischen die Ballad Opera.
Die Werke, welche zur Opéra-comique gerechnet werden, bieten in Bezug auf Bezeichnung, Form, Inhalt und Anzahl der Akte ein buntes Bild. Gemeinsam ist ihnen aber, dass darin nicht wie in der Tragédie lyrique Götter auftreten. Auch sind ihre Helden in der Regel keine Adligen.
Im Laufe der Zeit erfuhr die Opéra-comique stilistische Wandlungen. Um die Mitte des 19. Jahrhunderts spaltete sie sich in zwei Richtungen auf: in eine, die sich der Operette näherte, und in eine andere, die sich verstärkt der Mittel der Grand opéra bediente, bis eine Unterscheidung von dieser nicht mehr möglich war.

## Begriff
Ob ein Werk komisch oder tragisch ist, spielt für die Gattungsbezeichnung Opéra-comique keine Rolle. Häufig ist die Handlung rührend-sentimental. Die Bezeichnung comique rührt daher, dass die Tragödie bis zum 18. Jahrhundert dem Adel vorbehalten war (siehe Ständeklausel) und sich das aufstrebende Bürgertum mit Komödien begnügen musste.
Obwohl von Italien beeinflusst, ersetzte die Opéra-comique das dem Bürgertum nicht geläufige Italienische durch die Landessprache, was auch für das deutsche Singspiel gilt. Da große Teile gesprochen waren, konnten die Rollen auch von singenden Schauspielern übernommen werden, und nicht nur von (italienischen) Gesangsvirtuosen.
Weil das Hoftheater in manchen deutschsprachigen Residenzen bis 1918 erhalten blieb, wenn es auch dem Bürgertum zunehmend geöffnet wurde, blieb die Opéra-comique hier im 19. Jahrhundert als bürgerliche Alternative zur höfischen Oper bestehen. Wanderbühnen, die es nach wie vor gab, und privatwirtschaftliche Theater (wie das Theater an der Wien oder das Königsstädtische Theater) waren die ursprünglichen und hauptsächlichen Spielorte für dieses Genre. Dies illustrieren Albert Lortzings Singspiele, am radikalsten die „Freiheitsoper“ Regina von 1848. In Paris dagegen wandelte sich die bieder-bürgerliche Opéra-comique des 18. Jahrhunderts nach der Napoleonischen Theaterreform in der Folge der Französischen Revolution zur großstädtisch-glanzvollen des 19. Jahrhunderts.

## 18. Jahrhundert

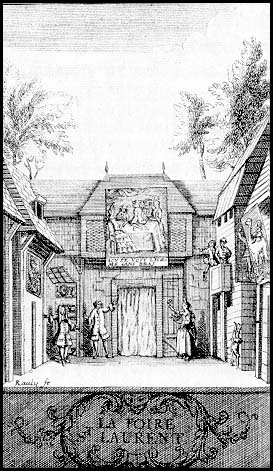
Eine der für die frühe Opéra-comique typischen Freilichtaufführungen

### Jahrmarktstheater
Das Pariser Jahrmarktstheater kannte seit dem 17. Jahrhundert Komödien mit eingelegten Liedern (Vaudevilles). Sie standen in Konkurrenz zu den Darbietungen italienischer Truppen und fanden beim Bürgertum zunehmende Beachtung. Alain Lesages Opernparodie Télémaque trug um 1715 als eines der ersten Stücke die Gattungsbezeichnung Opéra-comique. In den Vaudevilles wurden bekannten Melodien neue Texte unterlegt, in der Opéra-comique dagegen war auch die Musik neu komponiert. Oft wurden diese Stücke „comédie mêlée d’ariettes“ („mit kleinen Arien vermischte Komödie“) oder „drame mêlé de chants“ („mit Gesängen vermischtes Drama“) genannt, was die Mischung aus gesprochenem Text und Gesang anzeigt.

### Buffonistenstreit
Die Rivalität zwischen italienischer und französischer Musik wurde stets von Neuem angefacht. Als 1752 eine italienische Operntruppe in Paris Erfolge feierte, präsentierte der Philosoph und Komponist Jean-Jacques Rousseau mit seinem Intermède Le devin du village (Der Dorfwahrsager) eine Opéra-comique, die den Italienern mit Hilfe des Hofes Konkurrenz machen konnte. Rousseau, der sich über den Erfolg freute, aber durchaus nicht zur konservativen „französischen“ Partei gehören wollte, zettelte im folgenden Jahr mit der Lettre sur la musique française (Brief über die französische Musik) die Querelle des bouffons (Buffonistenstreit) an, indem er die französische Opernmusik pauschal verurteilte und die italienische Opera buffa in den Himmel hob.
Wie ihre italienischen Vorbilder, vor allem Pergolesis 1733 entstandene Serva padrona, handelt Rousseaus Kurzoper vom Erfolg einfacher Leute, aber Komik und Intrige sind zugunsten konstruktiver, positiver Handlungselemente (vgl. Rührstück) zurückgenommen. Obwohl sich Rousseau um französische Rezitative bemühte, machte sein Beispiel nicht Schule: Man blieb in der Opéra-comique beim gesprochenen Text der Jahrmarktskomödien. Aber der schlichte, sentimentale Ton wies den „ernsthaften“ Stücken dieses Genres den Weg.

### Anerkennung und feste Spielstätte

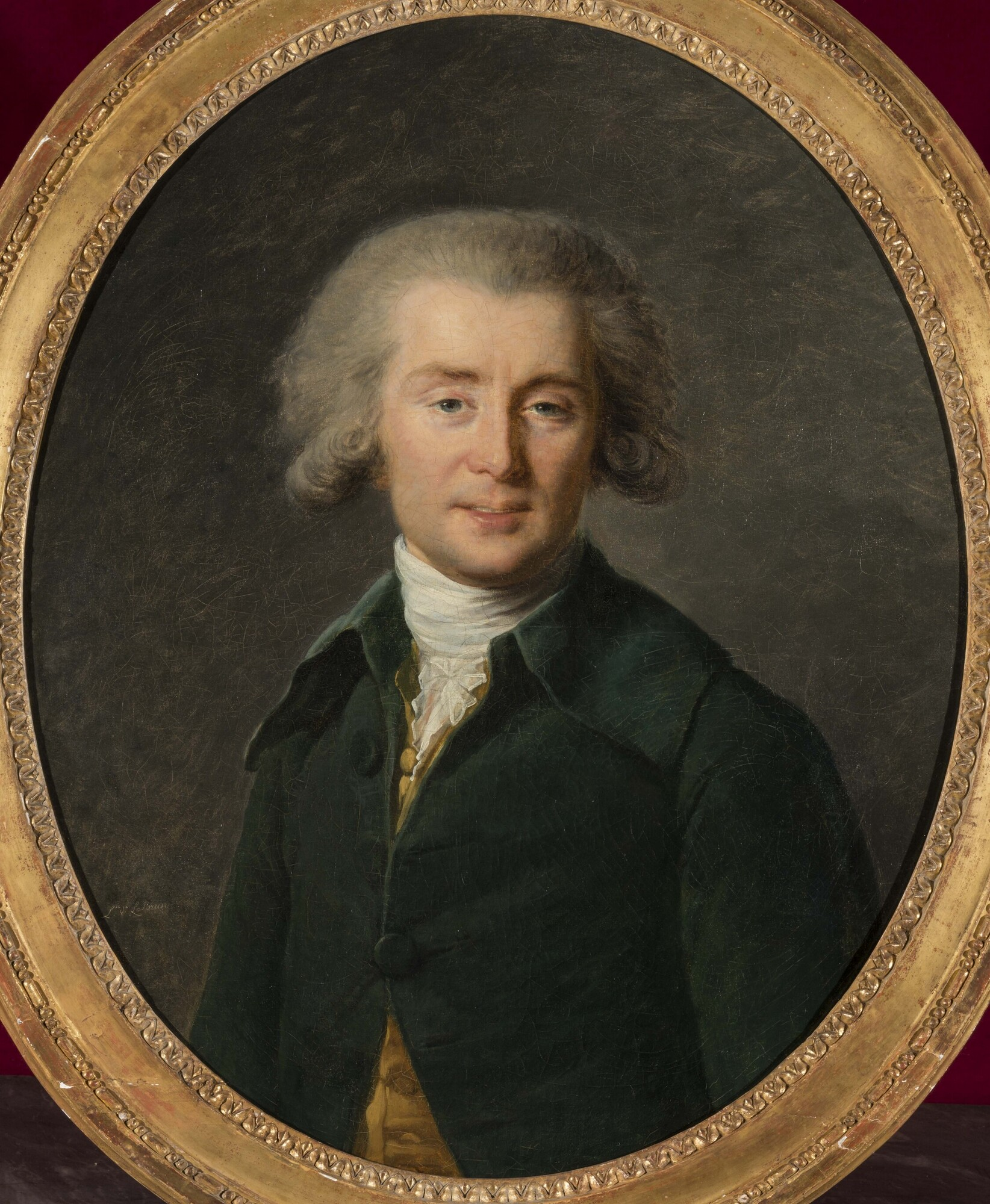
André-Ernest-Modeste Grétry (Élisabeth Vigée-Lebrun, 1785).

So wurde die Opéra-comique nach der Jahrhundertmitte die bürgerliche Alternative zur höfischen Tragédie lyrique auf der einen Seite und zum vulgären Vaudeville auf der anderen. Komponisten wie François-André Danican Philidor oder Pierre-Alexandre Monsigny entwickelten ihre musikalischen Mittel. Der Dichter Charles-Simon Favart rühmte sich, mit der Opéra-comique eine Oper für die „honnêtes gens“ („ehrbaren Leute“) geschaffen zu haben. Er arbeitete etwa mit den Komponisten Egidio Duni und Antoine Dauvergne zusammen. Nach ihm wurde der 1783 eingeweihte Neubau der Comédie-Italienne – der Heimstätte der Opéra-comique – Salle Favart genannt.
Der Komponist Nicolas Dalayrac vertrat eine leichtere, komödienhafte Spielart der Opéra-comique. Seine Gesangspartien konnten oft noch von Schauspielern gemeistert werden. André-Ernest-Modeste Grétry hingegen gilt als Wegbereiter der moderneren, dramatischeren und musikalisch gewichtigeren Opéra-comique. Sein bekanntestes Werk, Zémire et Azor von 1771, ist als Point of no return auf dem Weg des einstigen Jahrmarktsspektakels Opéra-comique zur Respektabilität bezeichnet worden. In seinem Richard Cœur de Lion (Richard Löwenherz) von 1784 kehrt eine patriotische Melodie mehrmals wieder – eine Vorform des Leitmotivs. Zu den Komponisten, die während der Französischen Revolution Opéras-comiques schufen, gehören neben Grétry mit seinem Guillaume Tell (Wilhelm Tell) von 1791 Étienne-Nicolas Méhul, Nicolas Isouard und François Devienne.

### Wirkung im deutschen Sprachgebiet

Rührende Stoffe wie Familienzusammenführung (hier Die Schweizer Familie, 1809) prägten die Gattungsgeschichte im deutschen Sprachgebiet.

Im deutschen Sprachgebiet wurde die Opéra-comique bewundert und nachgeahmt, aber ihr Witz oft nicht verstanden. So mutierte Marie Duroncerays Les amours de Bastien et Bastienne (1753), eine bissige Parodie auf Rousseaus Devin du village, in der von Mozart vertonten deutschen Fassung Bastien und Bastienne (1768) wieder zum bieder-rührenden Singspiel. Sentimentale Werke verstand man besser. Seit der Französischen Revolution war es modern, dass die täglichen Probleme der einfachen Leute ernst genommen und nicht ausgelacht wurden. Méhuls Joseph (1807) etwa wurde häufig gespielt und war das Vorbild für ähnliche Opern wie Joseph Weigls Die Schweizer Familie (1809). Nicolas Dalayracs Nina oder Wahnsinn aus Liebe (Nina ou la folie par amour, 1786), Die Wilden (Azémia ou le nouveau Robinson, 1787), Die zwei Savoyarden (Les deux petits savoyards, 1789) oder Adolph und Clara (Adolphe et Clara ou les deux prisonniers, 1799) waren im deutschen Sprachgebiet jahrzehntelang beliebt.
Solche älteren Opéras-comiques bildeten bis weit ins 19. Jahrhundert hinein ein unerschöpfliches Reservoir für Übersetzungen, Bearbeitungen und Neuvertonungen. Die deutschen Wanderbühnen hatten stets auch Opéras-comiques im Repertoire, die sich mit relativ geringem Aufwand aufführen ließen. Auch die erste Wiener Operette, Suppés Pensionat von 1860, geht noch auf eine ältere Opéra-comique zurück. Allerdings versuchte eine nationalistisch orientierte Musikgeschichtsschreibung, die deutschen Spielopern als Originalwerke auszugeben.
Das Musiktheater Kontinentaleuropas wurde weitgehend von Paris als der kulturell führenden Metropole bestimmt. So komponierte Gluck als Kapellmeister des Französischen Theaters (Burgtheater) in Wien zwischen 1758 und 1763 auf französische Libretti mehrere Opéras-comiques, bevor sich das erwähnte Haus (vorübergehend) dem deutschen Singspiel zuwandte. Auch wenn letztgenanntes Experiment im 19. Jahrhundert als „nationaler“ Triumph gesehen wurde – außer der Entführung aus dem Serail (1782) entstand in diesem Rahmen nichts Bleibendes. Die Gründung der neuen privatwirtschaftlichen Theater wie des Leopoldstädter Theaters 1781 und des Freihaustheaters 1787 (in dem 1791 Mozarts Zauberflöte uraufgeführt wurde) verlagerte solche Singspiele von der höfischen Bühne auf die „bürgerlichen“ Bühnen in Wien.

## 19. Jahrhundert

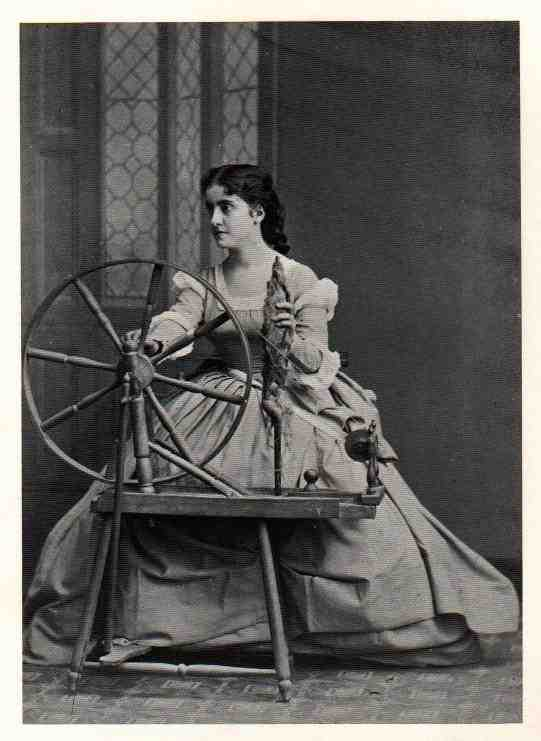
Adelina Patti als Marguerite am Spinnrad in Gounods Faust: Die Opéra-comique ist traditionell die Oper der „einfachen Leute“.

### Neuorientierung
Die Emanzipation der Opéra-comique war abgeschlossen, als sie nach der Revolution an die Stelle der höfischen Tragödie treten konnte. Zur Opéra-comique dieser Art gehört Luigi Cherubinis tragische Oper Médée (Medea) von 1797. In Verbindung mit dem Theatermelodram ergaben sich modernere Typen wie die Rettungsoper mit ihren Abenteuerstoffen, die etwa Henri Montan Berton pflegte. 
Eine unruhige Ära des Experimentierens war die Regierungszeit Napoleons. In Beethovens Fidelio (1805–1814) orientiert sich der erste Akt noch weitgehend an der rührstückhaften älteren Opéra-comique, während sich der Komponist anschließend mit dem spektakulären Befreiungsquartett in den Bereich der Rettungsoper begibt, um das Werk im großen Chorfinale oratorienartig zu beenden.
Die moderneren „Spektakelstücke“ Frankreichs hatten auch erheblichen Einfluss auf die sogenannte romantische Oper, wie zum Beispiel auf Carl Maria von Webers Freischütz (1821), der als Oper mit bürgerlichem Sujet und gesprochenen Dialogen zu den Opéra-comiques jener Zeit gehört.
Mit der Tradition dieser jüngeren und größeren Opéra-comique verbindet man die Namen der Komponisten François-Adrien Boïeldieu und Daniel-François-Esprit Auber sowie des Librettisten Eugène Scribe. Boïeldieus La dame blanche von 1825 setzte die Adelsgesellschaft wieder in ihr altes Recht ein und stand damit im Dienst der Restauration. Aubers Le maçon (Der Maurer) aus demselben Jahr hingegen behandelt Handwerkerschicksale.

### Profilierung gegenüber der Grand opéra

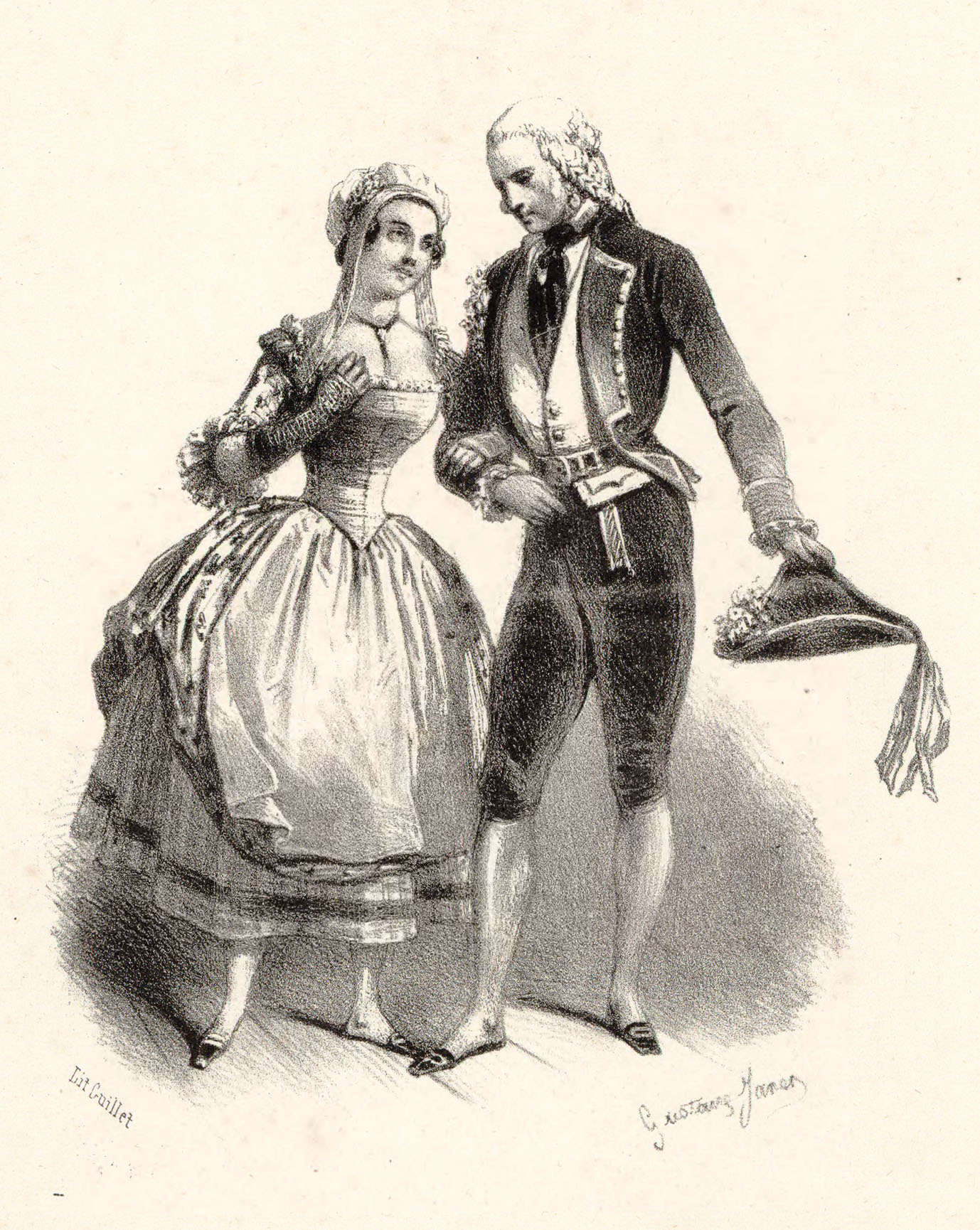
Ausgleich zwischen Freiheitsdrang und Familiensinn in der Opéra-comique auf ihrem Höhepunkt: Untreue erweist sich als Treue im Postillon von Longjumeau (1836).

In der Saison 1827/28, als der Melodramdichter und -produzent René Charles Guilbert de Pixérécourt Direktor der Opéra-Comique war, waren sich die Varianten des Pariser Musiktheaters so nahe wie nie zuvor, und es spaltete sich die Grand opéra als Nachfolgerin der altmodisch gewordenen Tragédie lyrique ab. Die politische Bedeutung der Opéra-comique kam nur noch gelegentlich zum Tragen und ging auf die Grand opéra über wie in Aubers La muette de Portici (1828), deren Aufführung am 25. August 1830 in Brüssel die belgische Revolution auslöste. Obwohl dieses Stück heute aufgrund der fünf Akte und der Rezitative zur Grand opéra gerechnet wird, behielt es mit der integrierten pantomimischen Rolle und den sozial niedrig stehenden Hauptfiguren Merkmale der Opéra-comique bei.
In der Zeit des Vormärz bevorzugte man unterhaltsame Werke, welche nirgends aneckten. Sie entwickelten musikalische Stilmittel weiter, die Gioachino Rossini berühmt gemacht hatten. Aubers Fra Diavolo (1830) und Donizettis La fille du régiment (1840) gehören zu den erfolgreichsten Opern dieses Genres und blieben hundert Jahre lang im Repertoire.
In Adolphe Adams Le postillon de Lonjumeau (Der Postillon von Lonjumeau) von 1836, der auch im deutschen Sprachgebiet reüssierte, zeigt sich die Tendenz der älteren Opéra-comique zum Sentimentalen wieder sehr deutlich: Die vorgebliche Bigamie der Hauptfigur stellt sich als Treue heraus, weil sich die zweite Ehefrau des zum Gesangsstar gewordenen Postillons als seine verlassene erste entpuppt: Er führt also kein Lotterleben, sondern ist im Grunde doch ein pflichtbewusster Bürger.
Zur repräsentativen großbürgerlichen Operngattung allerdings wurde die Grand opéra (die an der Pariser Oper beheimatet war) mit ihrem hauptsächlichen Vertreter Giacomo Meyerbeer. Meyerbeer versuchte die Opéra-comique mit seinem Feldlager in Schlesien (Berlin 1844) zur repräsentativen aristokratischen Oper zu machen, stieß damit aber in der deutschsprachigen Theaterwelt auf Widerstand. In Paris konnte das Werk erst in der französischen Umarbeitung L’étoile du nord (Der Polarstern) von 1854 Fuß fassen.
Die Opéra-comique hatte zunehmend Mühe, sich zu profilieren, und eiferte der Grand opéra nach. Hector Berlioz stand mit seinem Künstlerdrama Benvenuto Cellini (1838) unentschieden zwischen Opéra-comique und Grand opéra. Die Opéra-comique konnte sich nicht mehr als Alternative zur höfischen Oper präsentieren und war auch nicht mehr das „heitere“ Genre.

### Abgrenzung zur Operette
Mit den modernen Vaudevilles der Boulevardtheater und später mit den Music-Hall-Attraktionen entstand eine Art Musiktheater für Dienstboten und Arbeiter, sodass die Opéra-comique ebenso wie die Grand Opéra das gehobene Bürgertum repräsentierte.
Dies bemängelte der Komponist Jacques Offenbach und erklärte in einer Abhandlung von 1856, dass er die „einfache und wahre“ Opéra-comique des 18. Jahrhunderts wiederbeleben wolle, weil die im Haus der Opéra-Comique gespielten Stücke mittlerweile „kleine Grand opéras“ geworden seien. Das Ergebnis war Offenbachs Pariser Operette im Théâtre des Bouffes-Parisiens. Offenbachs an der Opéra-Comique aufgeführtes Werk Barkouf (1860) mit einem Hund als Hauptfigur fiel durch. Die grotesk-komischen Stücke hatten an diesem Ort keine Zukunft. Heitere Werke gab es in diesem Genre allerdings nach wie vor, zum Beispiel jene von Victor Massé.

### Carmenund letzte Erfolge

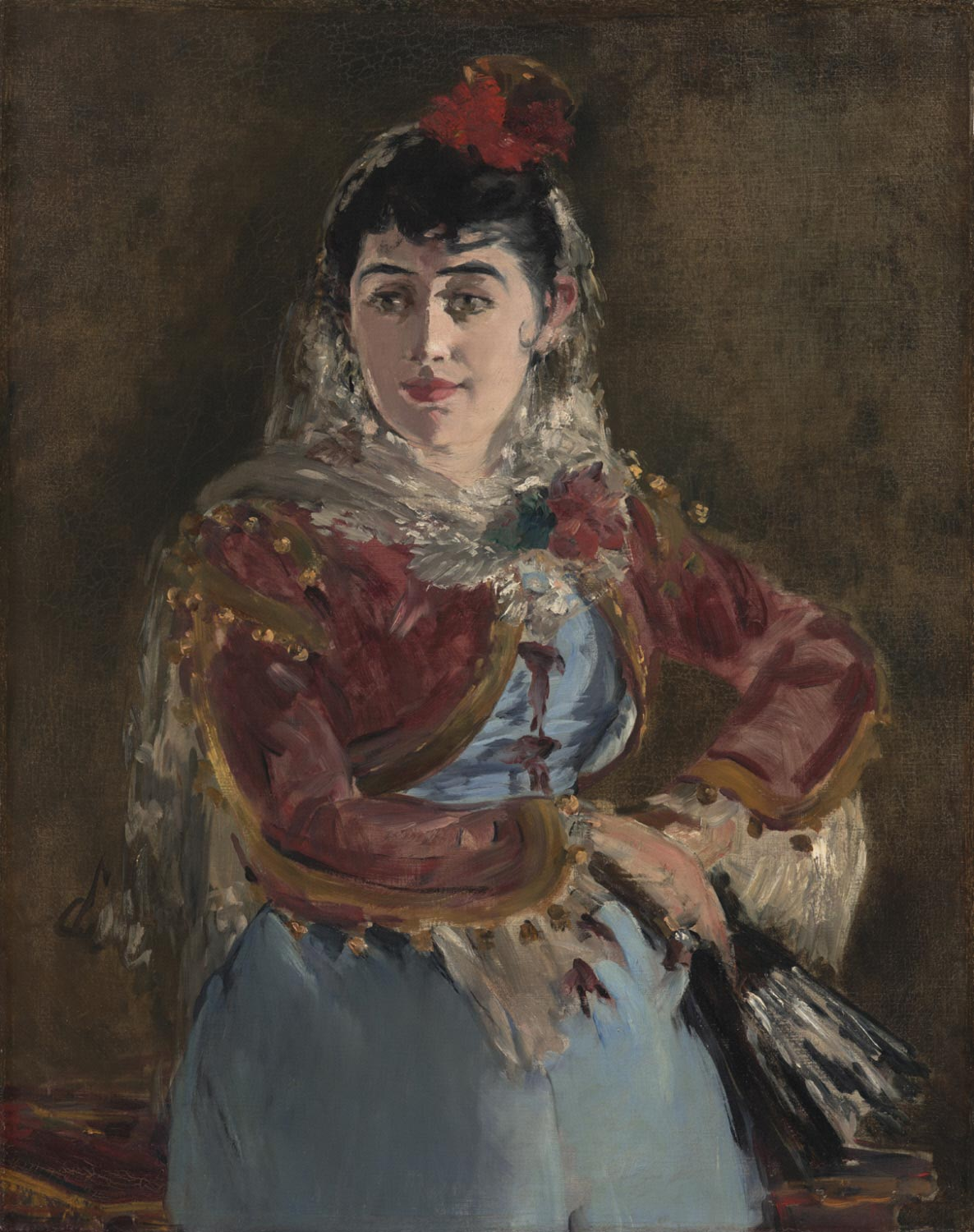
Émilie Ambre in Zigeunertracht als Carmen (Gemälde von Édouard Manet)

Die größer dimensionierte Opéra-comique konnte sich halten, weil die Grand opéra nach Meyerbeers Tod 1864 erschöpft schien. Mignon von Ambroise Thomas (1866) nach Wilhelm Meisters Lehrjahren zeigte nach Faust und Werther erneut, wie gut sich Goethes Romanfiguren auf der französischen Opernbühne machten. Mit Bizets Carmen (1875) wurde die Opéra-comique wieder zur führenden Gattung des französischen Musiktheaters. Die Tradition, dass sie die Oper der „einfachen Leute“ war und auch tragische Schicksale in diesem Milieu darstellen konnte, wurde mit Carmen aufgenommen. Dass sich die Protagonistin nicht um bürgerliche Werte schert, führte bei der Uraufführung zu einem Skandal.
Weil die Gesangspartien von Schauspielern nicht mehr zu bewältigen waren und Sänger Mühe mit den gesprochenen Dialogen hatten, aber auch weil man die Stückelung der Musik als der Oper nicht mehr angemessen erachtete, wurden viele Opéras-comiques nachträglich mit Rezitativen versehen. Carmen teilte dieses Schicksal mit Gounods Faust von 1859 und Offenbachs Contes d’Hoffmann (Hoffmanns Erzählungen) von 1881, die zu den letzten bedeutenden Werken der Gattung gerechnet werden.
Mit dem Drang zur durchkomponierten Form verschwand die Opéra-comique allmählich, etwa zur selben Zeit, als in Deutschland das Singspiel bzw. die Spieloper dem Musikdrama als vermeintlich „hohem“ und der Wiener Operette als vermeintlich „niederem“ Genre weichen musste.

## Komponisten und Werke (Auswahl)
- François-André Danican Philidor (1726–1795):
  - Tom Jones, Paris 1765.
- Pierre-Alexandre Monsigny (1729–1817):
  - Le roi et le fermier (Der König und der Pächter), Paris 1762.
  - Rose et Colas, Paris 1764.
  - Le déserteur (Der Deserteur), Paris 1769.
- André-Ernest-Modeste Grétry (1741–1813):
  - Lucile, Paris 1769.
  - Zémire et Azor, Fontainebleau 1771.
  - L’amant jaloux (Der eifersüchtige Liebhaber), Versailles 1778.
  - Richard Cœur de Lion (Richard Löwenherz), Paris 1784.
  - L’épreuve villageoise (Die dörfliche Probe), Versailles 1784.
  - Guillaume Tell (Wilhelm Tell), Paris 1791.
- Luigi Cherubini (1760–1842):
  - Médée (Medea), Paris 1797.
  - Les deux journées (Der Wasserträger), Paris 1800.
- Étienne-Nicolas Méhul (1763–1817):
  - Joseph, Paris 1807.
- François-Adrien Boieldieu (1775–1834):
  - La dame blanche (Die weiße Dame), Paris 1825.
- Daniel-François-Esprit Auber (1782–1871):
  - Fra Diavolo, Paris 1830.
- Gaetano Donizetti (1797–1848):
  - La fille du régiment (Die Regimentstochter), Paris 1840.
- Adolphe Adam (1803–1856):
  - Le postillon de Lonjumeau (Der Postillon von Lonjumeau), Paris 1836.
  - Si j’étais roi (Wenn ich König wär’), Paris 1852.
- Hector Berlioz (1803–1869):
  - Benvenuto Cellini (1. Fassung), Paris 1838.
  - Béatrice et Bénédict, Baden-Baden 1862.
- Ambroise Thomas (1811–1896):
  - Mignon, Paris 1866.
- Charles Gounod (1818–1893):
  - Le médecin malgré lui (Der Arzt wider Willen), Paris 1858.
  - Faust (1. Fassung), Paris 1859.
- Jacques Offenbach (1819–1880):
  - Les contes d’Hoffmann (Hoffmanns Erzählungen), Paris 1881.
- Georges Bizet (1838–1875):
  - Djamileh, Paris 1872.
  - Carmen, Paris 1875.